# Ubatã
Ubatã là một đô thị thuộc bang Bahia, Brasil. Đô thị này có diện tích 332,985 km², dân số năm 2007 là 18815 người, mật độ 56,5 người/km².